# Oscar Ferrero
Oscar Ferrero Águila (Campana, Buenos Aires, Argentina, 3 de mayo de 1955) es un exfutbolista argentino que jugaba como delantero. Es hermano de Enzo Ferrero, jugador del Real Sporting de Gijón durante los años 70 y 80, con quien coincidió en el equipo en las temporadas 1978-79 y 1980-81.

## Trayectoria
Desde 1975 hasta enero de 1978 jugó en el C. A. Chacarita Juniors. Posteriormente, pasó a jugar en el C. A. Huracán hasta que fue traspasado al Real Sporting de Gijón en el verano de 1978, tras haber cuajado una buena actuación en el Trofeo Naranja que organiza el Valencia C. F. A pesar de que fue presentado como un delantero rápido y potente, no tuvo suerte y no desempeñó una gran actuación en el equipo asturiano, por lo que fue cedido, en 1979, al Palencia C. F.
Volvió a incorporarse al Sporting en la temporada 1980-81 y, al finalizar ésta, fue traspasado al C. D. Castellón a cambio de siete millones de pesetas. Formó parte de la plantilla de club castellonense durante dos temporadas, hasta la 1982-83, en las que intervino en un total de treinta y siete partidos y consiguió anotar ocho goles. En 1983, regresó al Palencia y jugó en Segunda División su última temporada como profesional en España.
En 1985 jugó en la Primera B de la Argentina, vistiendo los colores de Estudiantes de Buenos Aires. 

## Clubes
| Club                        | País      | Año       |
| --------------------------- | --------- | --------- |
| C. A. Chacarita Juniors     | Argentina | 1975-1978 |
| C. A. Huracán               | Argentina | 1978      |
| Real Sporting de Gijón      | España    | 1978-1979 |
| Palencia C. F.              | España    | 1979-1980 |
| Real Sporting de Gijón      | España    | 1980-1981 |
| C. D. Castellón             | España    | 1981-1983 |
| Palencia C. F.              | España    | 1983-1984 |
| Estudiantes de Buenos Aires | Argentina | 1985      |